# Straż Nocna (jednostka wojskowa)
Straż Nocna – jednostka Gwardii przybocznej wielkiego chana Mongołów.

## Powstanie
Data jej powstania nie jest znana. W Tajnej historii Mongołów pojawia się dopiero w roku 1204. Wymieniana jest zwykle obok Straży Dziennej, której powstanie można określić dużo pewniej, był to moment ogłoszenia Temudżina Czyngis-chanem (a zatem prawdopodobnie 1182 rok). Można przypuszczać, że obie jednostki powstały jednocześnie.

## Rozbudowa naWielkim Kurułtaju
Do roku 1206 Straż Nocna liczyła 80 ludzi. Podczas Wielkiego Kurułtaju została powiększona do 1000 osób, a na jej dowódcę wyznaczono Jeke Ne'ürina. 80 członków Straży, służących w niej jeszcze przed Kurułtajem, nosiło odtąd nazwę: Starej Straży Nocnej. Wyznaczono też szczegółowe reguły obejmowania i zdawania służby przez straż. Straż Nocna miała obejmować wartę przed zachodem słońca i zdawać ją Straży Dziennej dopiero po jego wschodzie. Poza tym wprowadzono zakaz rozpowszechniania informacji o liczebności Straży Nocnej.

## Zadania
Przy okazji Wielkiego Kurułtaju wymieniane są też zadania Straży Nocnej. Poza pilnowaniem bezpieczeństwa chana i jego obozu w nocy, były to: nadzorowanie służby pałacowej, nadzór nad bronią, jej konserwacja, nadzór nad przygotowywaniem posiłków, pilnowanie i rozstawianie jurt pałacowych, opieka nad końmi, pomoc w przesłuchaniach. W przeciwieństwie do pozostałych oddziałów gwardii, Straż Nocna nigdy nie brała udziału w wyprawach wojennych, w których nie uczestniczył osobiście Wielki Chan.